# Jun Kuki
Jun Kuki (jap. 九鬼潤 Kuki Jun; ur. 28 grudnia 1945 w Yokkaichi) – japoński tenisista, reprezentant w Pucharze Davisa.
Praworęczny zawodnik należał do czołówki tenisistów japońskich w latach 70. XX w., w 1971 był klasyfikowany jako pierwsza rakieta w kraju, a w 1979 wygrał zawodowe mistrzostwa Japonii. W latach 1971–1978 grał w reprezentacji narodowej w Pucharze Davisa, notując bilans 11 wygranych i 6 porażek (wyłącznie w grze pojedynczej). Trzykrotnie występował w meczach przeciwko Australijczykom, ale przegrał wszystkie pojedynki – z Colinem Dibleyem, Malcolmem Andersonem, Johnem Newcombem, Philem Dentem, Geoffem Mastersem i Kimem Warwickiem. Pokonał natomiast m.in. znanego, chociaż bardziej z debla, Hindusa Sashiego Menona (1975) i filipińskiego weterana, mistrza igrzysk azjatyckich Raymundo Deyro (1971).
W Wielkim Szlemie Kuki nie osiągnął znaczących sukcesów; jego najlepszym rezultatem jest III runda French Open 1971, kiedy pokonał m.in. Phila Denta, a odpadł z Robertem Lutzem. Na Wimbledonie raz zdołał awansować do II rundy (w 1973 pokonał Australijczyka Eugene Russo, przegrał z Amerykaninem Robem McKinleyem), a w 1974 był w III rundzie miksta w parze z rodaczką K. Miyashitą. Jedyny mecz singlowy w Australian Open wygrał walkowerem (1972), w drugiej rundzie uległ jednak wówczas wysoko turniejowej "dwójce" Rosewallowi 3:6, 2:6, 1:6. Wielokrotnie przegrywał w Wielkim Szlemie w początkowych rundach z trudnymi rywalami z czołówki światowej, m.in. z Boro Jovanovicem (French Open 1973), Arthurem Ashe (French Open 1974), Paolo Bertoluccim (French Open 1975), Johnem Alexandrem (Wimbledon 1975), Karlem Meilerem (US Open 1975), Manuelem Orantesem (US Open 1976), Janem Kodešem (French Open 1977).
W 1972 przegrał w finale turnieju w Tokio z rodakiem Toshiro Sakai. Najlepszy rok w karierze zanotował w 1976, kiedy był w finałach turniejów Grand Prix w Barcelonie (wygrane m.in. nad Corrado Barazzuttim, Balázsem Taróczym i Juanem Gisbertem, przegrana z Paolo Bertoluccim 1:6, 6:3, 1:6, 6:7) i Palma (porażka z Busterem Mottramem 5:7, 3:6, 3:6), III rundzie (1/8 finału) międzynarodowych mistrzostw Włoch oraz II rundzie French Open (pokonał szwedzkiego reprezentanta daviscupowego Birgera Anderssona, a przegrał ze zmierzającym po swój jedyny tytuł wielkoszlemowy Adriano Panattą). W listopadzie 1976 Kuki został sklasyfikowany jako 74. rakieta świata.